# Kurupt
Kurupt, pseudonimo di Ricardo Emmanuel Brown (Filadelfia, 23 novembre 1972), è un rapper e produttore discografico statunitense.

## Biografia
Kurupt nasce nella piccola città di Darby Township in Pennsylvania nel 1972 ma diverso tempo dopo si trasferì ad Hawthorne in California per vivere col padre. Ciò risultò molto importante per la sua carriera poiché il suo primo album, Kuruption!, che era un doppio disco, possedeva una parte dedicata allo stile della east coast e un'altra dedicata a quello della west coast.
All'inizio degli anni novanta, Kurupt firmò per la Death Row Records e subito arrivò la notorietà grazie alla sua partecipazione all'interno dell'album di Dr. Dre, The Chronic.
Dopo aver creato con Daz Dillinger il gruppo Tha Dogg Pound, partecipò anche al mixaggio dell'album di debutto di Snoop Dogg, Doggystyle.
Con l'arrivo di Tupac Shakur alla Death Row nel settembre '95, nacque anche la rivalità fra la stessa Death Row e l'etichetta Bad Boy Records della east coast. Così gli artisti della Death Row, sotto la guida del boss Suge Knight, si unirono a Tupac con l'obiettivo di offendere e denigrare i rapper della Bad Boy. Kurupt e Daz con il featuring di Snoop Dogg realizzarono il singolo New York, New York contro la città di New York innescando una faida con Capone-N-Noreaga, Mobb Deep e Tragedy Khadafi che risposero con LA, LA. Intanto il duo registrò il primo album, Dogg Food.
Successivamente vari rapper come RBX, Lady of Rage e Dr. Dre lasciarono la Death Row facendo divenire Daz il più importante produttore dell'etichetta. Con lui vennero pubblicati gli album All Eyez on Me di Tupac e Tha Doggfather di Snoop Dogg, entrambi con la partecipazione di Kurupt.
Quando morì Tupac nel 1996, la Death Row vide un grandissimo esodo dei propri rapper verso altre etichette. In particolare Nate Dogg fondò una nuova etichetta col nome di Antra Records nella quale Kurupt firmò e pubblicò il suo album di debutto, Kuruption!, nel 1998. Nel doppio disco vi sono illustri apparizioni come quelle di Dr. Dre e di Buckshot. Nel 1999 venne pubblicato Tha Streetz Iz a Mutha che rappresenta l'ultimo album di Kurupt alla Antra.
Quando Suge Knight prelevò i diritti del nome Tha Dogg Pound, Daz e Kurupt cambiarono il nome della crew in DPG (Dogg Pound Gangstaz). Con questo nome il duo pubblicò l'album Dillinger & Young Gotti mentre Kurupt, come solista, pubblicò per la Artemis Records, Space Boogie: Smoke Oddessey.
Dopo un breve contrasto fra la Death Row e il duo Dogg Pound colpevole di aver pubblicato la compilation/remix 2002 sotto il vecchio nome, Kurupt tornò alla Death Row in veste di vice presidente. È in questo periodo che esce il suo nuovo album Originals nel quale ci sono molti diss rivolti ai suoi rivali. Nel 2005 esce Against tha Grain che a causa dei numerosi diss provoca il secondo divorzio di Kurupt dalla Death Row; poco tempo dopo uscirà anche un EP: Against tha Grain E.P.
Kurupt e Daz inanellano una serie di album nel giro di 2 anni; Dillinger & Young Gotti II: The Saga Continuez nel 2005, Cali iz Active (come DPG con Snoop Dogg) nel 2006 e Dogg Chit nel 2007. Sempre nel 2007 viene pubblicato Digital Smoke con J. Wells mentre il 2008 è l'anno di The Frank and Jess Story album prodotto col fratello Roscoe.

## Discografia

### Album in studio
- 1998 - Kuruption!
- 1999 - Tha Streetz Iz a Mutha
- 2001 - Space Boogie: Smoke Oddessey
- 2004 - Against tha Grain
- 2006 - Same Day, Different Shit
- 2010 - Streetlights

### Compilation
- 2004 - Originals

### Collaborazioni
- 2007 - Digital Smoke (con J. Wells)
- 2008 - The Frank and Jess Story (con Roscoe)
- 2009 - BlaQKout  (con DJ Quik)

### EP
- 2007 - Against tha Grain E.P.